# 외궁초등학교
외궁초등학교는 대한민국 전북특별자치도 진안군 성수면 외궁리에 있는 공립 초등학교이다.

## 학교 연혁
- 1934년 5월 1일 외궁공립보통학교 개교
- 1996년 3월 1일 외궁초등학교로 개칭
- 1999년 2월 28일 좌산초등학교 본교로 통합
- 2002년 2월 28일 성신분교장 본교로 통합
- 2003년 2월 28일 좌포초등학교 통합
- 2014. 09. 01 제42대 장상율 교장 부임
- 2015. 02. 13 제77회 졸업(총2176명 졸업)

## 참고 자료
- 외궁초등학교 - 한국교육학술정보원 학교알리미